# (6865) Dunkerley
(6865) Dunkerley est un astéroïde de la ceinture principale.

## Description
(6865) Dunkerley est un astéroïde de la ceinture principale. Il fut découvert le 2 octobre 1991 à Yatsugatake par Yoshio Kushida et Osamu Muramatsu. Il présente une orbite caractérisée par un demi-grand axe de 2,30 UA, une excentricité de 0,14 et une inclinaison de 3,1° par rapport à l'écliptique.

## Compléments